# Seznam dílů seriálu Plastická chirurgie s. r. o.
Toto je seznam dílů seriálu Plastická chirurgie s. r. o.

## Přehled řad
| Řada | Díly | Premiéra v USA    | Premiéra v USA    | Premiéra v ČR      | Premiéra v ČR      |
| Řada | Díly | První díl         | Poslední díl      | První díl          | Poslední díl       |
| ---- | ---- | ----------------- | ----------------- | ------------------ | ------------------ |
| 1    | 13   | 22. července 2003 | 21. října 2003    | 4. ledna 2005      | 29. března 2005    |
| 2    | 16   | 22. června 2004   | 5. října 2004     | 5. dubna 2005      | 26. července 2005  |
| 3    | 15   | 20. září 2005     | 20. prosince 2005 | 6. srpna 2008      | 12. listopadu 2008 |
| 4    | 15   | 5. září 2006      | 12. prosince 2006 | 19. listopadu 2008 | 11. března 2009    |
| 5    | 22   | 10. října 2007    | 3. března 2009    | 16. srpna 2010     | 30. ledna 2011     |
| 6    | 19   | 14. října 2009    | 3. března 2010    | 3. června 2011     | 7. října 2011      |

## Seznam dílů

### První řada (2003)
| Č. v seriálu | Č. v řadě | Původní název         | Režie             | Scénář                                                   | Premiéra v USA    | Premiéra v ČR   |
| ------------ | --------- | --------------------- | ----------------- | -------------------------------------------------------- | ----------------- | --------------- |
| 1            | 1         | Pilot                 | Ryan Murphy       | Ryan Murphy                                              | 22. července 2003 | 4. ledna 2005   |
| 2            | 2         | Mandi/Randi           | Ryan Murphy       | Ryan Murphy                                              | 29. července 2003 | 11. ledna 2005  |
| 3            | 3         | Nanette Babcock       | Lawrence Trilling | Ryan Murphy                                              | 5. srpna 2003     | 18. ledna 2005  |
| 4            | 4         | Sofia Lopez           | Michael M. Robin  | Sean Jablonski                                           | 12. srpna 2003    | 25. ledna 2005  |
| 5            | 5         | Kurt Dempsey          | Elodie Keene      | Lyn Greene a Richard Levine                              | 19. srpna 2003    | 1. února 2005   |
| 6            | 6         | Megan O'Hara          | Craig Zisk        | Jennifer Salt                                            | 2. září 2003      | 8. února 2005   |
| 7            | 7         | Cliff Mantegna        | Scott Brazil      | Brad Falchuk                                             | 9. září 2003      | 15. února 2005  |
| 8            | 8         | Cara Fitzgerald       | Jamie Babbit      | Ryan Murphy                                              | 16. září 2003     | 22. února 2005  |
| 9            | 9         | Sofia Lopez II        | Nelson McCormick  | Sean Jablonski                                           | 23. září 2003     | 1. března 2005  |
| 10           | 10        | Adelle Coffin         | Michael M. Robin  | námět: Dell Chandler scénář: Dell Chandler a Ryan Murphy | 30. září 2003     | 8. března 2005  |
| 11           | 11        | Montana/Sassy/Justice | Michael M. Robin  | Lyn Greene a Richard Levine                              | 7. října 2003     | 15. března 2005 |
| 12           | 12        | Antonia Ramos         | Elodie Keene      | Jennifer Salt a Brad Falchuk                             | 14. října 2003    | 22. března 2005 |
| 13           | 13        | Escobar Gallardo      | Ryan Murphy       | Ryan Murphy                                              | 21. října 2003    | 29. března 2005 |

### Druhá řada (2004)
| Č. v seriálu | Č. v řadě | Původní název            | Režie            | Scénář                         | Premiéra v USA    | Premiéra v ČR     |
| ------------ | --------- | ------------------------ | ---------------- | ------------------------------ | ----------------- | ----------------- |
| 14           | 1         | Erica Noughton           | Ryan Murphy      | Ryan Murphy                    | 22. června 2004   | 5. dubna 2005     |
| 15           | 2         | Christian Troy           | Jamie Babbit     | Sean Jablonski                 | 29. června 2004   | 12. dubna 2005    |
| 16           | 3         | Manya Mabika             | Elodie Keene     | Lyn Greene a Richard Levine    | 6. července 2004  | 19. dubna 2005    |
| 17           | 4         | Mrs. Grubman             | Jamie Babbit     | Jennifer Salt                  | 13. července 2004 | 26. dubna 2005    |
| 18           | 5         | Joel Gideon              | Nelson McCormick | Brad Falchuk                   | 20. července 2004 | 3. května 2005    |
| 19           | 6         | Bobbi Broderick          | Michael M. Robin | Lyn Greene a Richard Levine    | 27. července 2004 | 10. května 2005   |
| 20           | 7         | Naomi Gaines             | Craig Zisk       | Sean Jablonski                 | 3. srpna 2004     | 17. května 2005   |
| 21           | 8         | Agatha Ripp              | Michael M. Robin | Ryan Murphy                    | 10. srpna 2004    | 24. května 2005   |
| 22           | 9         | Rose and Raven Rosenberg | Elodie Keene     | Ryan Murphy a Brad Falchuk     | 17. srpna 2004    | 7. června 2005    |
| 23           | 10        | Kimber Henry             | Nelson McCormick | Jennifer Salt                  | 24. srpna 2004    | 14. června 2005   |
| 24           | 11        | Natasha Charles          | Greer Shephard   | Lyn Greene a Richard Levine    | 31. srpna 2004    | 21. června 2005   |
| 25           | 12        | Julia McNamara           | Michael M. Robin | Ryan Murphy a Hank Chilton     | 7. září 2004      | 28. června 2005   |
| 26           | 13        | Oona Wentworth           | Scott Brazil     | Sean Jablonski a Jennifer Salt | 14. září 2004     | 5. července 2005  |
| 27           | 14        | Trudy Nye                | Elodie Keene     | Hank Chilton                   | 21. září 2004     | 12. července 2005 |
| 28           | 15        | Sean McNamara            | Michael M. Robin | Brad Falchuk                   | 28. září 2004     | 19. července 2005 |
| 29           | 16        | Joan Rivers              | Ryan Murphy      | Ryan Murphy                    | 5. října 2004     | 26. července 2005 |

### Třetí řada (2005)
| Č. v seriálu | Č. v řadě | Původní název         | Režie            | Scénář                         | Premiéra v USA     | Premiéra v ČR      |
| ------------ | --------- | --------------------- | ---------------- | ------------------------------ | ------------------ | ------------------ |
| 30           | 1         | Momma Boone           | Elodie Keene     | Ryan Murphy                    | 20. září 2005      | 6. srpna 2008      |
| 31           | 2         | Kiki                  | Elodie Keene     | Lyn Greene a Richard Levine    | 27. září 2005      | 13. srpna 2008     |
| 32           | 3         | Derek, Alex, and Gary | Craig Zisk       | Brad Falchuk                   | 4. října 2005      | 20. srpna 2008     |
| 33           | 4         | Rhea Reynolds         | Greer Shephard   | Jennifer Salt                  | 11. října 2005     | 27. srpna 2008     |
| 34           | 5         | Granville Trapp       | Jeremy Podeswa   | Sean Jablonski                 | 18. října 2005     | 3. září 2008       |
| 35           | 6         | Frankenlaura          | Michael M. Robin | Hank Chilton                   | 25. října 2005     | 10. září 2008      |
| 36           | 7         | Ben White             | Jeremy Podeswa   | Lyn Greene a Richard Levine    | 1. listopadu 2005  | 17. září 2008      |
| 37           | 8         | Tommy Bolton          | Guy Ferland      | Brad Falchuk                   | 8. listopadu 2005  | 24. září 2008      |
| 38           | 9         | Hannah Tedesco        | Michael M. Robin | Sean Jablonski                 | 15. listopadu 2005 | 1. října 2008      |
| 39           | 10        | Madison Berg          | Greg Yaitanes    | Jennifer Salt                  | 22. listopadu 2005 | 8. října 2008      |
| 40           | 11        | Abby Mays             | Michael M. Robin | Hank Chilton                   | 29. listopadu 2005 | 15. října 2008     |
| 41           | 12        | Sal Perri             | David Nutter     | Lyn Greene a Richard Levine    | 6. prosince 2005   | 22. října 2008     |
| 42           | 13        | Joy Kringle           | Greer Shephard   | Sean Jablonski a Jennifer Salt | 13. prosince 2005  | 29. října 2008     |
| 43           | 14        | Cherry Peck           | Craig Zisk       | Brad Falchuk a Hank Chilton    | 20. prosince 2005  | 5. listopadu 2008  |
| 44           | 15        | Quentin Costa         | Ryan Murphy      | Ryan Murphy                    | 20. prosince 2005  | 12. listopadu 2008 |

### Čtvrtá řada (2006)
| Č. v seriálu | Č. v řadě | Původní název        | Režie            | Scénář                        | Premiéra v USA     | Premiéra v ČR      |
| ------------ | --------- | -------------------- | ---------------- | ----------------------------- | ------------------ | ------------------ |
| 45           | 1         | Cindy Plumb          | Ryan Murphy      | Ryan Murphy                   | 5. září 2006       | 19. listopadu 2008 |
| 46           | 2         | Blu Mondae           | Michael M. Robin | Lyn Greene a Richard Levine   | 12. září 2006      | 26. listopadu 2008 |
| 47           | 3         | Monica Wilder        | Elodie Keene     | Brad Falchuk                  | 19. září 2006      | 3. prosince 2008   |
| 48           | 4         | Shari Noble          | Nelson McCormick | Jennifer Salt                 | 26. září 2006      | 10. prosince 2008  |
| 49           | 5         | Dawn Budge           | Elodie Keene     | Hank Chilton                  | 3. října 2006      | 17. prosince 2008  |
| 50           | 6         | Faith Wolper, Ph.D   | Sean Jablonski   | Sean Jablonski                | 10. října 2006     | 7. ledna 2009      |
| 51           | 7         | Burt Landau          | Charles Haid     | Brad Falchuk                  | 17. října 2006     | 14. ledna 2009     |
| 52           | 8         | Conor McNamara       | Patrick McKee    | Jennifer Salt a Hank Chilton  | 24. října 2006     | 21. ledna 2009     |
| 53           | 9         | Liz Cruz             | Richard Levine   | Lyn Greene a Richard Levine   | 31. října 2006     | 28. ledna 2009     |
| 54           | 10        | Merrill Bobolit      | Charles Haid     | Sean Jablonski a Brad Falchuk | 7. listopadu 2006  | 4. února 2009      |
| 55           | 11        | Conor McNamara, 2026 | Craig Zisk       | Ryan Murphy                   | 14. listopadu 2006 | 11. února 2009     |
| 56           | 12        | Diana Lubey          | Charles Haid     | Sean Jablonski                | 21. listopadu 2006 | 18. února 2009     |
| 57           | 13        | Reefer               | Lyn Greene       | Lyn Greene a Richard Levine   | 28. listopadu 2006 | 25. února 2009     |
| 58           | 14        | Willy Ward           | Michael M. Robin | Jennifer Salt                 | 5. prosince 2006   | 4. března 2009     |
| 59           | 15        | Gala Gallardo        | Ryan Murphy      | Ryan Murphy a Hank Chilton    | 12. prosince 2006  | 11. března 2009    |

### Pátá řada (2007–2009)
| Č. v seriálu | Č. v řadě | Původní název                      | Režie              | Scénář                      | Premiéra v USA     | Premiéra v ČR      |
| ------------ | --------- | ---------------------------------- | ------------------ | --------------------------- | ------------------ | ------------------ |
| 60           | 1         | Carly Summers                      | Charles Haid       | Ryan Murphy                 | 30. října 2007     | 16. srpna 2010     |
| 61           | 2         | Joyce & Sharon Monroe              | Charles Haid       | Ryan Murphy                 | 6. listopadu 2007  | 23. srpna 2010     |
| 62           | 3         | Everett Poe                        | Richard Levine     | Lyn Greene a Richard Levine | 13. listopadu 2007 | 30. srpna 2010     |
| 63           | 4         | Dawn Budge II                      | Charles Haid       | Jennifer Salt               | 20. listopadu 2007 | 5. září 2010       |
| 64           | 5         | Chaz Darling                       | Sean Jablonski     | Sean Jablonski              | 27. listopadu 2007 | 13. září 2010      |
| 65           | 6         | Damien Sands                       | Charles Haid       | Hank Chilton                | 4. prosince 2007   | 19. září 2010      |
| 66           | 7         | Dr. Joshua Lee                     | Brad Falchuk       | Brad Falchuk                | 11. prosince 2007  | 26. září 2010      |
| 67           | 8         | Duke Collins                       | Elodie Keene       | Lyn Greene a Richard Levine | 18. prosince 2007  | 3. října 2010      |
| 68           | 9         | Rachel Ben Natan                   | Charles Haid       | Jennifer Salt               | 15. ledna 2008     | 10. října 2010     |
| 69           | 10        | Magda & Jeff                       | Craig Zisk         | Hank Chilton                | 22. ledna 2008     | 18. října 2010     |
| 70           | 11        | Kyle Ainge                         | Dirk Wallace Craft | Brad Falchuk a Hank Chilton | 29. ledna 2008     | 25. října 2010     |
| 71           | 12        | Lulu Grandiron                     | Brad Falchuk       | Brad Falchuk                | 5. února 2008      | 31. října 2010     |
| 72           | 13        | August Walden                      | Sean Jablonski     | Sean Jablonski              | 12. února 2008     | 8. listopadu 2010  |
| 73           | 14        | Candy Richards                     | Richard Levine     | Jennifer Salt               | 19. února 2008     | 15. listopadu 2010 |
| 74           | 15        | Ronnie Chase                       | Brad Falchuk       | Ryan Murphy                 | 6. ledna 2009      | 21. listopadu 2010 |
| 75           | 16        | Gene Shelly                        | Richard Levine     | Lyn Greene a Richard Levine | 13. ledna 2009     | 29. listopadu 2010 |
| 76           | 17        | Roxy St. James                     | Lyn Greene         | Jennifer Salt               | 27. ledna 2009     | 12. prosince 2010  |
| 77           | 18        | Ricky Wells                        | John Stuart Scott  | Brad Falchuk                | 3. února 2009      | 2. ledna 2011      |
| 78           | 19        | Manny Skerritt                     | Dirk Wallace Craft | Ryan Murphy                 | 10. února 2009     | 9. ledna 2011      |
| 79           | 20        | Budi Sabri                         | Hank Chilton       | Ryan Murphy a Hank Chilton  | 17. února 2009     | 17. ledna 2011     |
| 80           | 21        | Allegra Calderella                 | Sean Jablonski     | Sean Jablonski              | 24. února 2009     | 24. ledna 2011     |
| 81           | 22        | Giselle Blaylock & Legend Chandler | Lyn Greene         | Lyn Greene a Richard Levine | 3. března 2009     | 30. ledna 2011     |

### Šestá řada (2009–2010)
| Č. v seriálu | Č. v řadě | Původní název          | Režie             | Scénář                      | Premiéra v USA     | Premiéra v ČR     |
| ------------ | --------- | ---------------------- | ----------------- | --------------------------- | ------------------ | ----------------- |
| 82           | 1         | Don Hoberman           | Brad Falchuk      | Ryan Murphy                 | 14. října 2009     | 3. června 2011    |
| 83           | 2         | Enigma                 | John Stuart Scott | Lyn Greene a Richard Levine | 21. října 2009     | 10. června 2011   |
| 84           | 3         | Briggitte Reinholt     | Dirk Craft        | Sean Jablonski              | 28. října 2009     | 17. června 2011   |
| 85           | 4         | Jenny Juggs            | Jesse Bochco      | Jennifer Salt               | 4. listopadu 2009  | 24. června 2011   |
| 86           | 5         | Abigail Sullivan       | John Stuart Scott | Brad Falchuk                | 11. listopadu 2009 | 1. července 2011  |
| 87           | 6         | Alexis Stone           | Tim Hunter        | Hank Chilton                | 18. listopadu 2009 | 8. července 2011  |
| 88           | 7         | Alexis Stone II        | John Stuart Scott | Ryan Murphy                 | 25. listopadu 2009 | 15. července 2011 |
| 89           | 8         | Lola Wlodkowski        | Eric Stoltz       | Lyn Greene a Richard Levine | 2. prosince 2009   | 22. července 2011 |
| 90           | 9         | Benny Nilsson          | John Stuart Scott | Sean Jablonski              | 9. prosince 2009   | 29. července 2011 |
| 91           | 10        | Wesley Clovis          | Tate Donovan      | Jennifer Salt               | 16. prosince 2009  | 5. srpna 2011     |
| 92           | 11        | Dan Daly               | Elodie Keene      | Ryan Murphy                 | 6. ledna 2010      | 12. srpna 2011    |
| 93           | 12        | Willow Banks           | Tim Hunter        | Brad Falchuk                | 13. ledna 2010     | 19. srpna 2011    |
| 94           | 13        | Joel Seabrook          | Tate Donovan      | Hank Chilton                | 20. ledna 2010     | 26. srpna 2011    |
| 95           | 14        | Sheila Carlton         | Craig Zisk        | Lyn Greene a Richard Levine | 27. ledna 2010     | 2. září 2011      |
| 96           | 15        | Virginia Hayes         | Hank Chilton      | Hank Chilton                | 3. února 2010      | 9. září 2011      |
| 97           | 16        | Dr. Griffin            | Tim Hunter        | Jennifer Salt               | 10. února 2010     | 16. září 2011     |
| 98           | 17        | Christian Troy II      | Diana Valentine   | Sean Jablonski              | 17. února 2010     | 23. září 2011     |
| 99           | 18        | Walter & Edith Krieger | Dirk Craft        | Brad Falchuk                | 24. února 2010     | 30. září 2011     |
| 100          | 19        | Hiro Yoshimura         | John Stuart Scott | Ryan Murphy                 | 3. března 2010     | 7. října 2011     |